# Rossia moelleri
Rossia moelleri е вид главоного от семейство Sepiolidae. Видът не е застрашен от изчезване.

## Разпространение и местообитание
Разпространен е в Гренландия, Канада (Квебек, Лабрадор, Нова Скотия, Нунавут, Ню Брънзуик, Нюфаундленд, Северозападни територии и Юкон), Русия и Свалбард и Ян Майен.
Обитава океани и морета. Среща се на дълбочина от 37 до 91 m.